# Angry Grandpa
Чарлс Марвин Грин млађи (16. октобар 1950 – 10. децембар 2017), познатији као Angry Grandpa (често скраћено AGP), био је амерички јутјубер . Његови видео снимци су се појавили у емисијама „Dr. Drew“ на HLN-у, „Most Shocking“ на TruTV-у и „Rude Tube “ на MTV-ју и „Pranked “ на MTV-ју.     Гринов Јутјуб канал TheAngryGrandpaShow је прикупио укупно 4,81 милиона претплатника и 1,84 милијарде прегледа.
Умро је у 10. децембра 2017. године.